# Olympische Winterspiele 1980/Teilnehmer (Argentinien)
| Gelbes Symbol für Goldmedaillen mit stilisierten Olympischen Ringen | Graues Symbol für Silbermedaillen mit stilisierten Olympischen Ringen | Braundes Symbol für Bronzemedaillen mit stilisierten Olympischen Ringen |
| ------------------------------------------------------------------- | --------------------------------------------------------------------- | ----------------------------------------------------------------------- |
| —                                                                   | —                                                                     | —                                                                       |

Argentinien nahm an den Olympischen Winterspielen 1980 in Lake Placid mit einer Delegation von 13 männlichen Athleten teil.

## Teilnehmer nach Sportarten

### Biathlon
Herren:
- Raúl Abella
10 km: 47. Platz
20 km: DNF
4 × 7,5 km: DNF
- Luis Ríos
10 km: 48. Platz
20 km: 47. Platz
4 × 7,5 km: DNF
- Jorge Salas
10 km: 49. Platz
20 km: DNF
4 × 7,5 km: DNF
- Demetrio Velázquez
4 × 7,5 km: DNF

### Ski Alpin
Herren:
- Ivan Bonacalza
Slalom: 29. Platz
- Janez Flere
Abfahrt: 37. Platz
Riesenslalom: 40. Platz
- Guillermo Giumelli
Abfahrt: 38. Platz
Riesenslalom: 44. Platz
Slalom: DNF
- Ricardo Klenk
Slalom: 31. Platz
- Marcelo Martínez
Abfahrt: 36. Platz
Riesenslalom: 46. Platz
- Norberto Quiroga
Abfahrt: 31. Platz
Riesenslalom: 37. Platz
Slalom: 27. Platz

### Ski Nordisch

#### Langlauf
Herren:
- Marcos Luis Jerman
15 km: 56. Platz
30 km: 50. Platz
- Martín Tomás Jerman
15 km: 60. Platz
- Matías José Jerman
15 km: 61. Platz